# Colonia Bayardo
Colonia Bayardo es una localidad del estado mexicano de Colima. Es parte del municipio de Tecomán.

## Demografía
| Gráfica de evolución demográfica |
|                                  |

| Censo | Población |
| ----- | --------- |
| 1970  | 358       |
| 1980  | 755       |
| 1990  | 4 252     |
| 1995  | 4 726     |
| 2000  | 5 073     |
| 2005  | 4 926     |
| 2010  | 5 689     |
| 2020  | 5 393     |